# Daniel Lüönd (Schauspieler)
Daniel Lüönd (* 5. November 1957 in Essen; † 6. Mai 1987 in München) war ein Schweizer Schauspieler. 

## Leben
Daniel Lüönd war der Sohn von Walo Lüönd. Er besuchte das Französische Gymnasium Berlin und das Gymnasium Zug. Nach einer kurzen Tätigkeit als Rock-Gitarrist absolvierte er die Schauspielakademie Zürich. Er erhielt Engagements am Schauspielhaus Zürich und am Staatstheater Oldenburg. 1980 wurde er freischaffend und gastierte unter anderem am Staatstheater Braunschweig, an den Bühnen der Freien Hansestadt Bremen, am Deutschen Theater Göttingen sowie auf Tourneen. Als Schauspieler vor der Kamera wirkte er von 1981 bis 1986 in einigen Film-und-Fernsehproduktionen mit.
Im Mai 1987 starb Lüönd im Alter von 29 Jahren durch Suizid. Seine Grabstätte befindet sich auf dem Friedhof in Langwies (Arosa).

## Filmografie
- 1981: Drunter und Drüber (Fernsehserie)
- 1981: Tante Maria
- 1982: Hambacher Frühling
- 1982: Es muss nicht immer Mord sein
- 1983: Uta (Fernsehserie)
- 1983: Die Macht der Gefühle
- 1984: August der Starke
- 1984: Vor dem Sturm (Miniserie)
- 1985: Polizeiinspektion 1 (Fernsehserie, 1 Folge)
- 1986: Der Alte: Zwei Leben (Fernsehserie)